# Brda (Pljevlja)
Pour les articles homonymes, voir Brda.
Brda (en serbe cyrillique : Брда) est un village du nord du Monténégro, dans la municipalité de Pljevlja.

## Démographie

### Évolution historique de la population
| 1948 | 1953 | 1961 | 1971 | 1981 | 1991 | 2003 |
| ---- | ---- | ---- | ---- | ---- | ---- | ---- |
| 219  | 229  | 200  | 156  | 114  | 71   | 64   |